# 欧文堡国家训练中心

国家训练中心简章

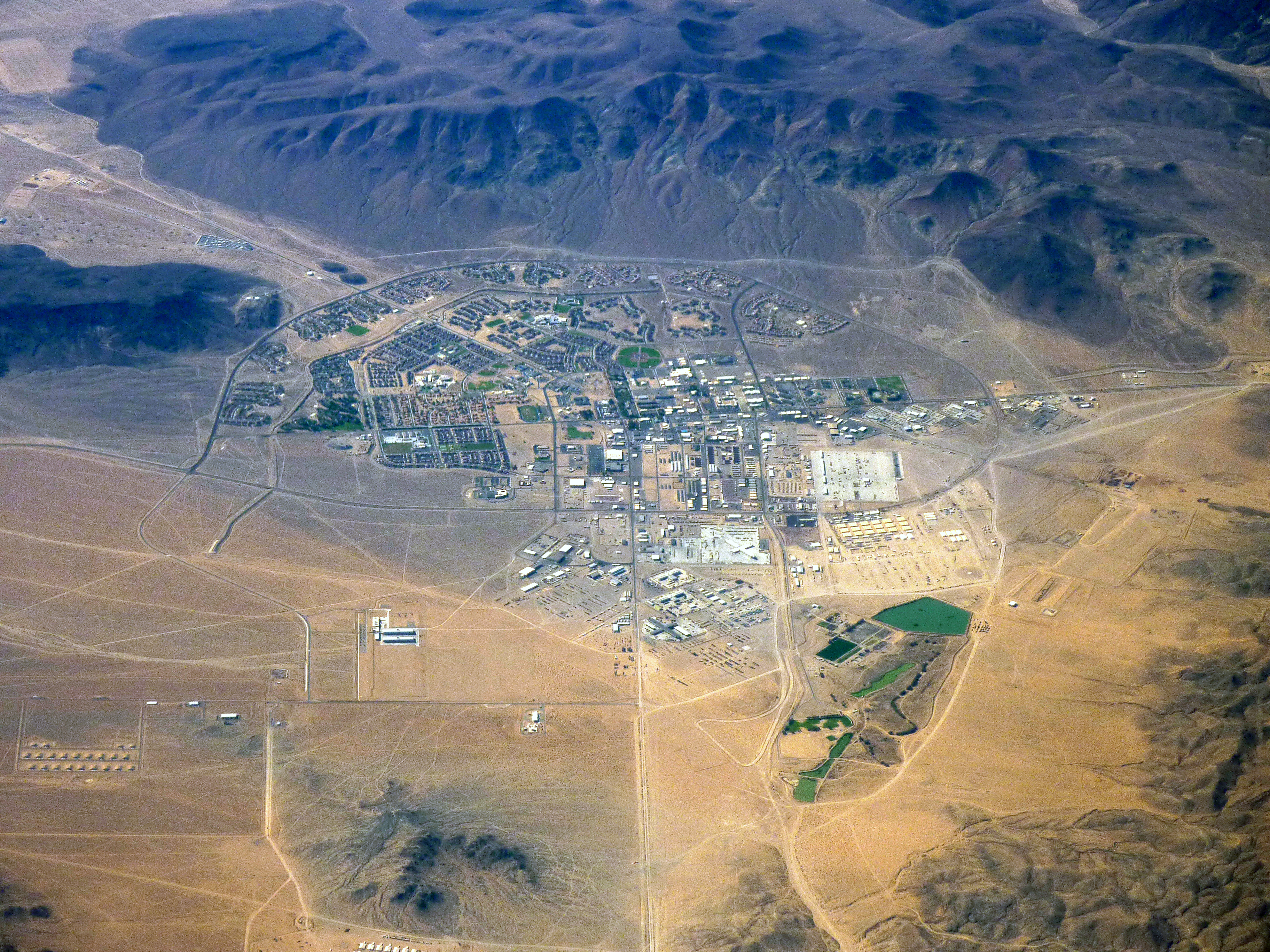
欧文堡国家训练中心

欧文堡国家训练中心（英語：Fort Irwin & the National Training Center，缩写为），简称国家训练中心，是美國军隊最重要的实战模拟训练基地，位于美國加利福尼亚州圣贝纳迪诺县巴斯托东北60公里处。歐文堡是美軍三大戰備中心，另兩所是位於路易斯安那州波爾克堡的聯合戰備整備訓練中心（JRTC）及設在德國的聯合多國戰備中心（JMRC）。